# Летучий, Григорий Павлович
Григорий Павлович Летучий (Летючий) — российский губернский архитектор, работавший в Перми в 1851—1890 гг., статский советник.

## Биография
Учился в Академии художеств (1831—1834).

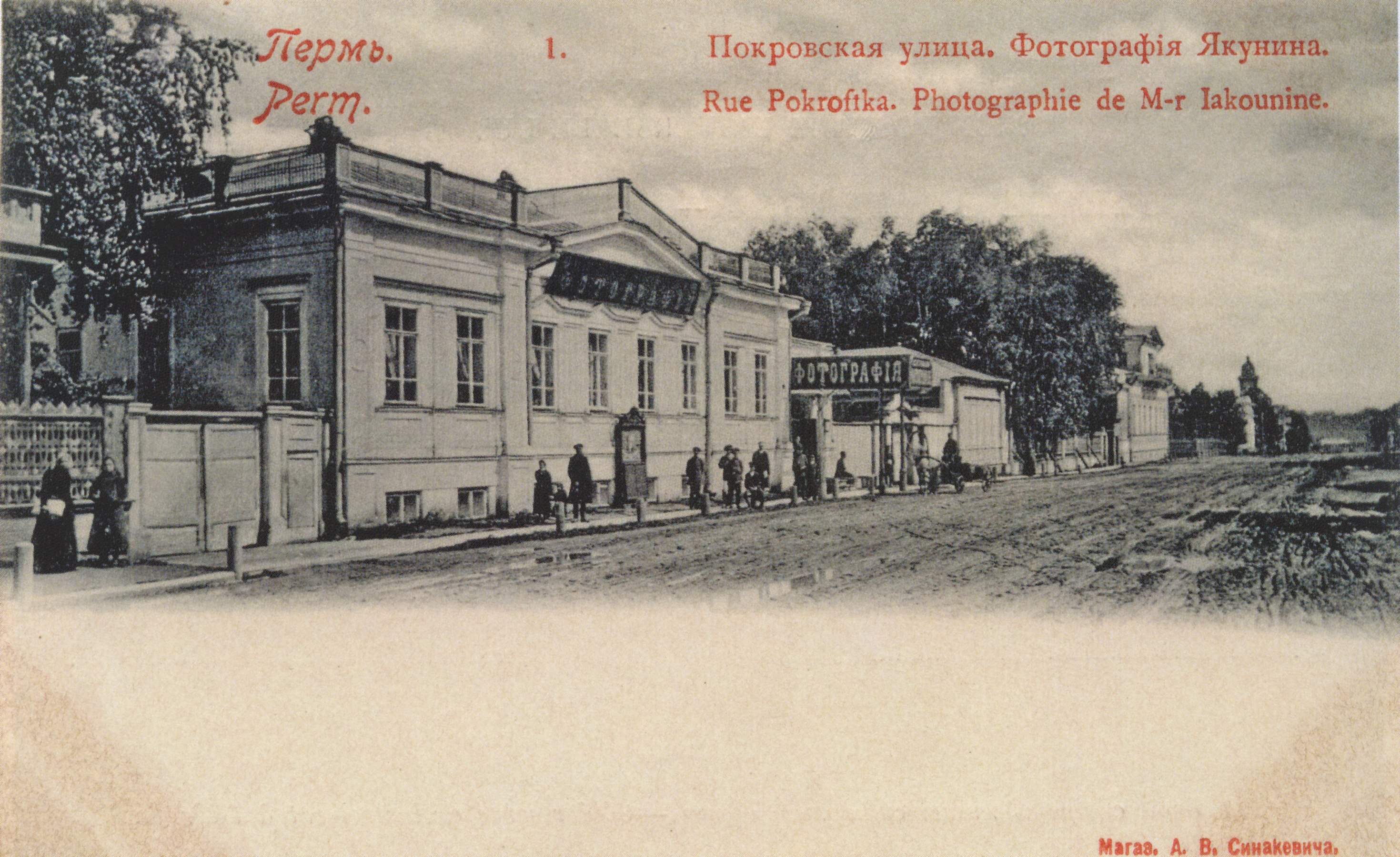
Центральная фотография Якунина в бывшем доме архитектора Летучего (конец XIX в.)

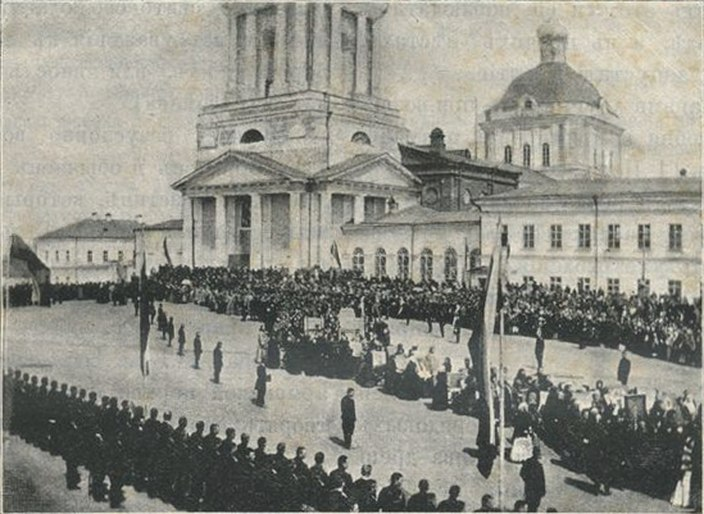
Соборный храм в Перми в 1896 г.

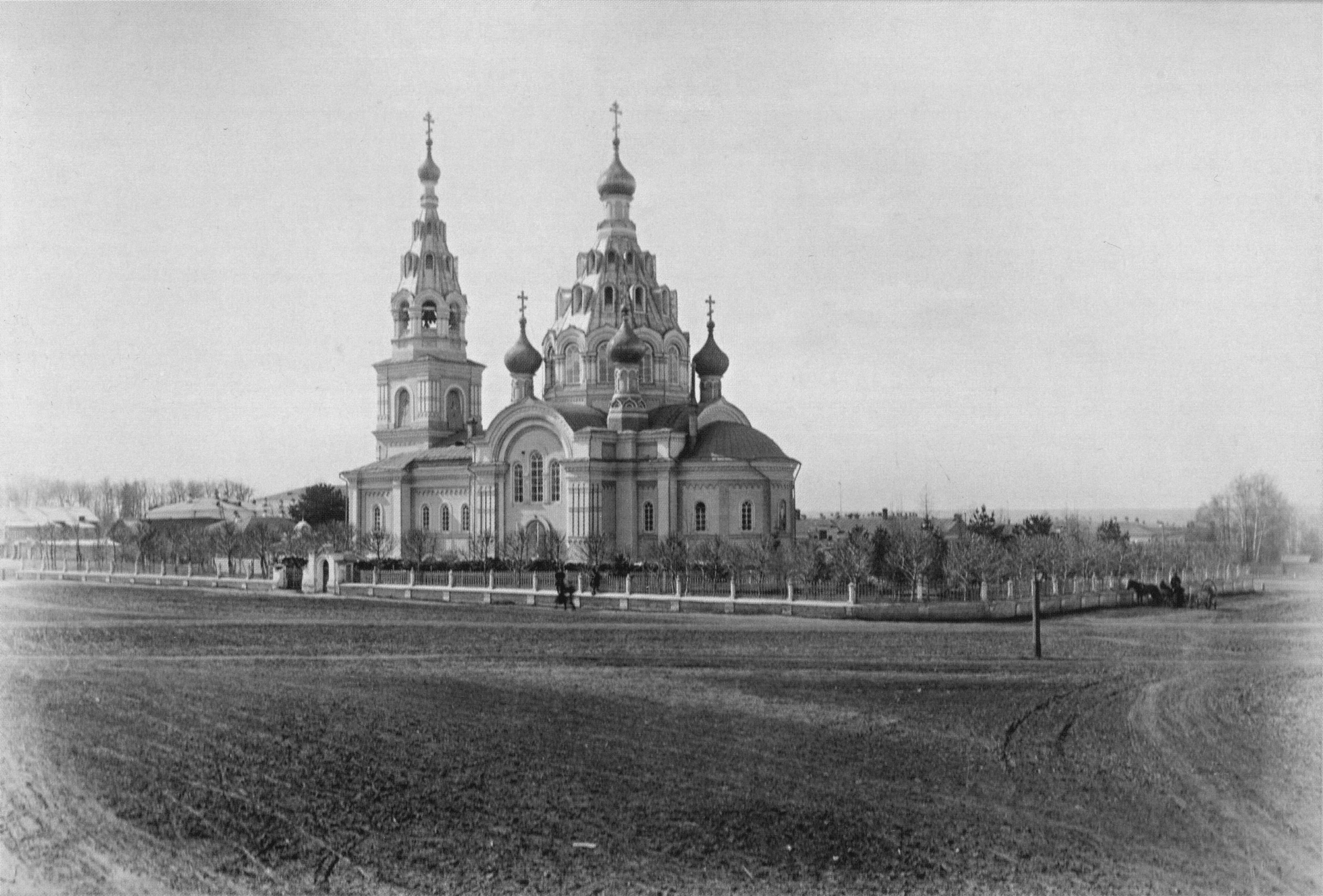
Воскресенская церковь на Вознесенской улице в Перми (фот. Якунин, конец XIX в.)

Имел дом в центре Перми по адресу Покровская, 17, напротив Биржевых номеров. Позднее в 1892 г. в тот дом переехал Якунин А. А. со своей Центральной фотографией.
В Адрес-календарях Пермской губернии есть сведения о губернском архитекторе статском советнике Летучем Г. П, вплоть до издания 1890 года (календарь на 1891 года), а уже в издании 1891 года (календарь на 1892 год) должность губернского архитектора занимает бывший младший архитектор Наум Маркович Зелях.
20 октября 1887 года чиновники Пермского губернского правления поздравили губернского архитектора с 50-летием «безупречного служения», а также Григорий Павлович был награждён орденом Владимира 3-й степени.

## Семья
Дочь — Летучая Юлия Григорьевна, минимум с 1862 по 1891 г. (в адрес-календаре за 1892 г. издания 1891 г. указана как дочь статского советника, в последующих изданиях сведений о Летучей Ю. Г. нет) преподаватель, помощница начальницы педагогического совета, классная надзирательница и заведующая библиотеками Пермской Мариинской женской гимназии.
(Возможно) сын — тайный советник Летучий Николай Григорьевич, в 1888 г. работал в Пермской Казённой палате. Николай в 1901 году в возрасте 55 лет женился вторым браком на вдове губернского секретаря Марии Людвиговне Питерской.

## Работы
Преимущественно занимался постройкой церковных зданий. Среди известных работ:
- Троицкий собор (Пермь) (1845-1849)[10]

- Спасо-Преображенский кафедральный собор в Перми (реконструкция в 1853 году)

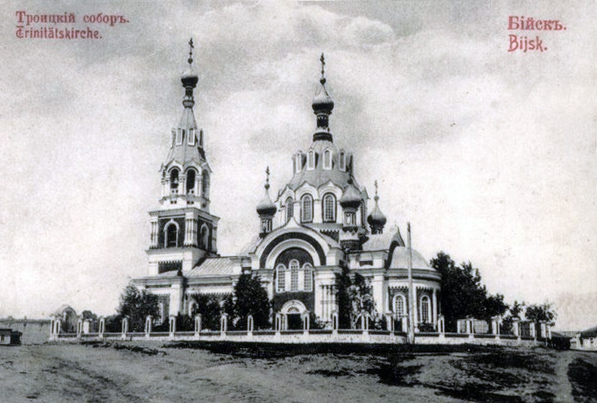
Троицкий собор в Бийске (фот. начала XX века)

- Архиерейский дом в Перми (реконструировал частично)

- Воскресенская церковь в Перми (1863—1869, взорвана и разобрана в 1930—1940)
- Свято-Троицкий храм в селе Нижние Муллы, на месте старого храма Благовещения Пресвятой Богородицы (конец 1850-х — 1882, разрушен в 1937, в 1991 восстановлен)[11]
- Церковь в селе Юрла[3]
- Собор Троицы Живоначальной в Бийске (1872—1877, разрушен в 1932—1934)